# Catacombs of the Black Vatican
Catacombs of the Black Vatican è il nono album in studio del gruppo musicale heavy metal statunitense Black Label Society, pubblicato nel 2014.

## Tracce
1. Fields of Unforgiveness – 3:12
2. My Dying Time – 3:22
3. Believe – 3:44
4. Angel of Mercy – 4:14
5. Heart of Darkness – 3:39
6. Beyond the Down – 2:54
7. Scars – 4:13
8. Damn the Flood – 3:18
9. I've Gone Away – 3:51
10. Empty Promises – 5:16
11. Shades of Gray – 6:28

Tracce bonus nell'edizione europea
1. Dark Side of the Sun – 5:19
2. Blind Man – 4:36

Tracce bonus nelle edizioni nordamericana e digitale
1. Dark Side of the Sun – 5:19
2. The Nomad – 4:15

## Formazione
- Zakk Wylde – voce, chitarra, pianoforte
- John DeServio – basso, voce
- Chad Szeliga – batteria
- Dario Lorina – chitarra ritmica

Musicisti ospiti
- Derek Sherinian – pianoforte
- Greg Locascio – voce addizionale

### Produzione
- Adam Klumpp – ingegnere del suono, missaggio
- Peter A. Barker – mastering